# 羽咋警察署

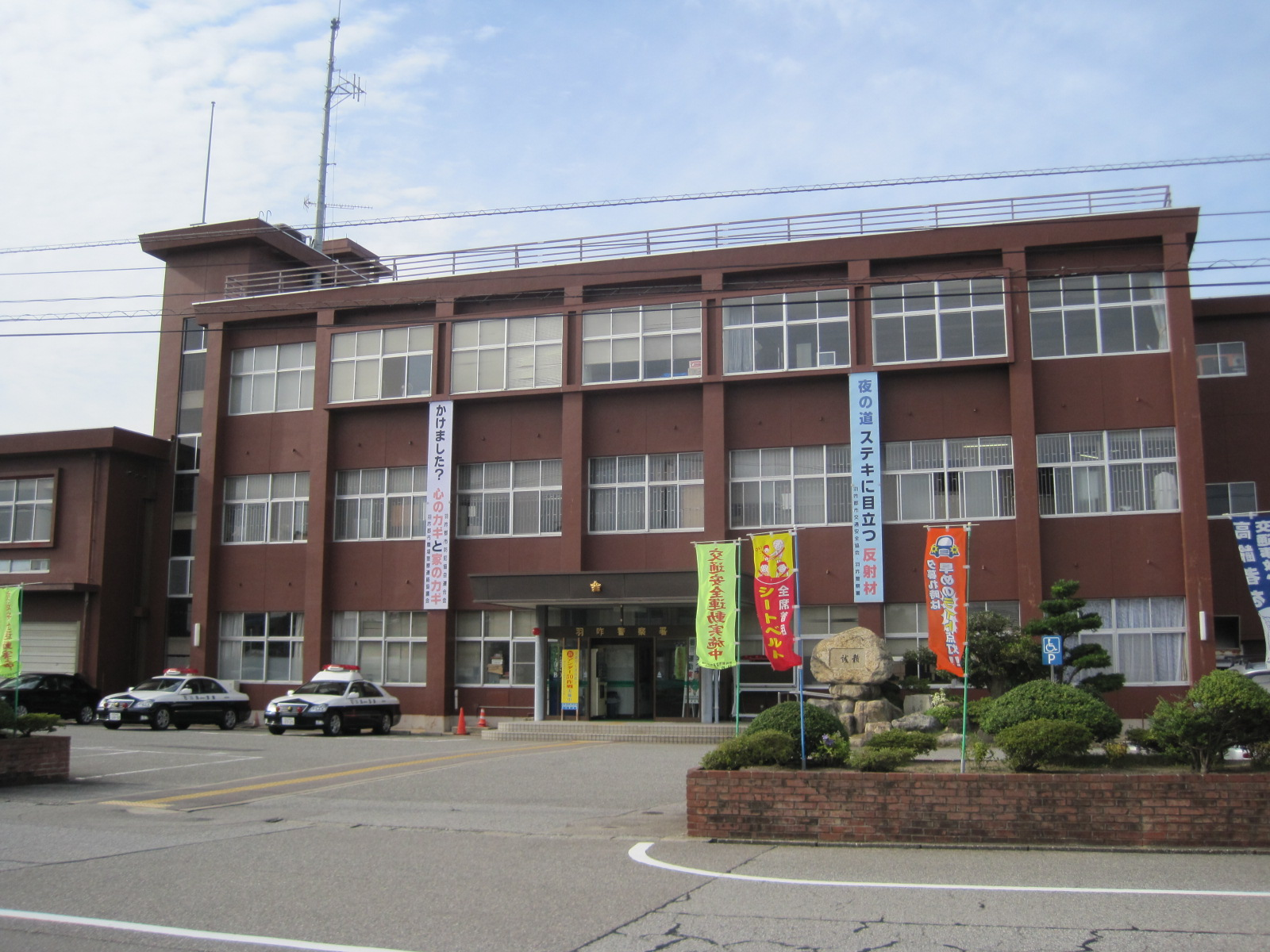
旧庁舎

羽咋警察署（はくいけいさつしょ）は、石川県警察が管轄する警察署のひとつである。

## 沿革
- 2005年（平成17年）
  - 3月1日 : 羽咋郡の志雄町と押水町が新設合併し、宝達志水町となったことにより、管轄市町村数が1市4町から1市3町となった。
  - 9月1日 : 羽咋郡の富来町と旧・志賀町が新設合併し、新・志賀町となったことにより、管轄市町村数が1市3町から1市2町となった。
- 2016年（平成28年）3月 : 現庁舎竣工[2]。

## 所在地
- 石川県羽咋市旭町ユ20番地

## 管轄区域
- 羽咋市
- 羽咋郡宝達志水町、志賀町

## 組織
- 警務課
  - 警務係、警察安全相談係
- 会計課
  - 会計係
- 生活安全課
  - 生活安全係、少年特犯係
- 地域課
  - 地域係、機動警ら係
- 刑事課
  - 統計係、強行・盗犯係、鑑識係、知能・組織犯罪対策係
- 交通課
  - 企画規制係、事故・指導係
- 警備課
  - 警備係

## 交番
2025年時点。

### 羽咋市
- 署所在地交番（羽咋市旭町ユ20番地4、羽咋警察署内）

### 志賀町
- 高浜交番（羽咋郡志賀町高浜町ケ一1番地8）
- 富来交番（羽咋郡志賀町富来地頭町8の177番地の2）

## 駐在所
2025年時点。

### 羽咋市
- 飯山駐在所（羽咋市宇土野町ハ44番地5）
- 大町駐在所（羽咋市大町ケ14番地の3）
- 一ノ宮駐在所（羽咋市寺家町ルの38番地）

### 羽咋郡宝達志水町
- 志雄駐在所（羽咋郡宝達志水町子浦コ72番地の1）
- 敷浪駐在所（羽咋郡宝達志水町敷浪ハの170番地1）
- 河原駐在所（羽咋郡宝達志水町河原キ16番地1）
- 今浜駐在所（羽咋郡宝達志水町麦生整3番地1）
- 北川尻駐在所（羽咋郡宝達志水町免田ホ50番地8）

### 羽咋郡志賀町
- 上野駐在所（羽咋郡志賀町上野2の46番地の3）
- 堀松駐在所（羽咋郡志賀町堀松272番地1）
- 土田駐在所（羽咋郡志賀町仏木ク10番地4）
- 直海駐在所（羽咋郡志賀町直海れ5番地）
- 今田駐在所（羽咋郡志賀町今田乙69番地）
- 鹿頭駐在所（羽咋郡志賀町鹿頭エ65番地1）
- 熊野駐在所（羽咋郡志賀町豊後名イ14番地1）
- 福浦駐在所（羽咋郡志賀町福浦港ユ78の1番地）

## 隣接区域の警察署
石川県警察
- 七尾警察署
- 輪島警察署
- 津幡警察署

富山県警察
- 氷見警察署
- 高岡警察署